# プエルジャブルタ

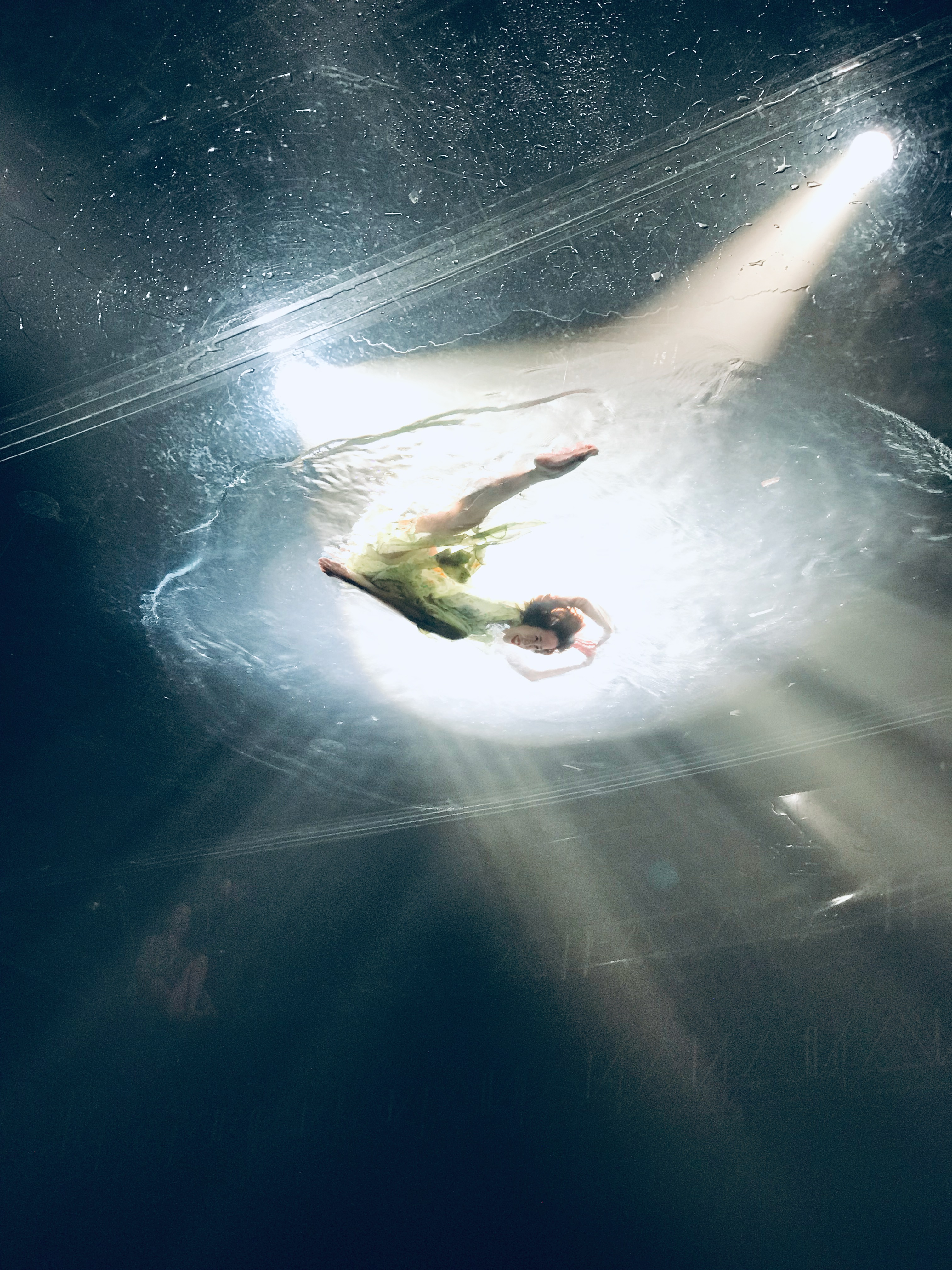
Fuerza Bruta 韓国公演にゲスト出演したバレリーナ、ユンヘジン

フエルザブルタ（Fuerza Bruta）は、スペイン語で「残酷な力」を意味し、都市に暮らす現代人のストレスをテーマにしたアルゼンチン発の公演。2003年にブエノスアイレスで初演されたこのポストモダン劇場ショーは、ディキ・ジェームズ（Diqui James）によって制作された。これまでにアメリカ、ロンドン、日本、韓国など世界各地で上演され、「全世界が熱狂する狂気の公演」といった挑発的なキャッチフレーズで注目を集めている。
フエルザブルタは、従来の舞台や客席の境界を打破し、固定の座席を設けない広々とした空間で展開されるインタラクティブなパフォーマンスが特徴。特定のジャンルや物語形式にとらわれず、俳優やセットが観客に新たな体験を提供する。また、セレブリティを積極的に起用したマーケティング戦略もこの公演の大きな魅力の一つ。
出演者には、フィリピン初のアメリカ人ロケットであり北米オリジナルキャストのデ・ラ・ガーダやローズ・モールア、ダニエル・“クラウド”・カンポスらが名を連ねる。また、K-POPアーティストのスーパージュニアのウニョク、H.O.T.のチャン・ウヒョク、MONSTA Xのショヌなど、国際的なスターも参加。さらに、R&Bミュージシャンのアッシャーが2012年のアルバム『Looking 4 Myself』のプロモーションとして本公演でパフォーマンスを行うなど、セレブリティを積極的に起用したマーケティングも大きな魅力である。
2025年
プエルツァ・ブルタ 2025 「アベン」は、ダイナミックなビジュアルと革新的な演出で知られる。舞台上では、クジラ、蝶、地球を模した大型の造形物が空中を浮遊し、強風トンネルを用いたシーンが展開される。俳優は滝を通過しながら空中を移動するパフォーマンスを行い、視覚と聴覚を刺激する。光、音、動きを融合させた演出は、観客に没入型の体験を提供し、舞台芸術の新たな表現を提示する。